# Oncocnemis ibapahensis
Oncocnemis ibapahensis là một loài bướm đêm trong họ Noctuidae.